# リヴィエール嬢の肖像
『リヴィエール嬢の肖像』（リヴィエールじょうのしょうぞう、仏: Portrait de Mademoiselle Rivière, 英: Portrait of Mademoiselle Rivière）は、フランス新古典主義の巨匠ドミニク・アングルが1806年に制作した肖像画である。油彩。フランス第一帝政の宮廷付き文官フィリベール・リヴィエール・ド・リル（Philibert Rivière de L'Isle）の娘カロリーヌ・リヴィエール（Caroline Rivière）を描いている。アングル初期を代表する肖像画の1つで、ローマのフランス・アカデミーへ留学する前に制作された。『フィリベール・リヴィエール氏の肖像』（Portrait de Monsieur Philibert Rivière）、『リヴィエール夫人の肖像』（Portrait de Madame Rivière）とともにリヴィエール家の家族の肖像画を形成しており、現在はいずれもパリのルーヴル美術館に所蔵されている。

## 人物
リヴィエール家はパリ郊外のサン＝ジェルマン＝アン＝レーに居住していた。カロリーヌ・リヴィエールは1793年に宮廷官僚フィリベール・リヴィエールとその夫人マリ＝フランソワーズ・リヴィエール（Marie-Françoise Rivière）の娘として生まれた。弟にポール（Paul）がいる。リヴィエール家の肖像画が制作されたときカロリーヌは13歳で、アングルは彼女を「心を奪う娘」（ravishing daughter）と評した。翌1807年に夭逝した。

## 作品
アングルは四分の三正面を向いて立ったカロリーヌを描いている。彼女は両親の肖像画とは異なり、春の陽光のもと水辺の風景の前に立っている。カロリーヌは純白のエンパイアラインを着て、腕に指のない長い手袋を着用し、ボアと呼ばれるオコジョの毛皮の襟巻きを両腕に掛けている。鑑賞者を見つめる瞳はアーモンドの形をしており、短い黒髪をなめらかに左右に分け、耳に赤い宝石のイヤリングをつけて、静かに微笑んでいる。背景には緑に包まれた遠くの都市の風景があり、画面を横切って静かに流れる川の水面には木々や教会の尖塔が映っている。
少女の姿勢は素朴で固く、頬やふっくらした唇は自然な赤みを帯び、エンパイアラインとボアの白は眩いばかりである。これらの要素はアングルが通常描いた成熟した女性の官能性や巧みな化粧の雰囲気とは異質の、年相応の少女の純粋さや無垢さを示すものである。カロリーヌの頭部は画面上部の半円の弧の中央に位置し、彫刻のような明確さで描かれたそれはアルカイックな趣を見せている。
しかしアングルが開花しようとする少女の青春を描写することに力を注いでいるとしても、いくつかの要素は彼女の母の肖像画と対応している。「蛇」のごとき見事な曲線を描く毛皮の襟巻きは、豊饒さでは及ばないものの、途方もない写実性を発揮したリヴィエール夫人のショールと対応関係にある。無数の線の流れによって緩やかにされた姿態の安定性もリヴィエール夫人の衣装と共通しており、さらに袖や襟巻の縫目は重々しいリズムとは逆の素早い流れを形成している。
本作品はアングルが風景の中にモデルを描いた唯一の肖像画である。リヴィエールの肖像画は華奢で年若い女性らしさを表現しており、ためらいながらも心を開いていることを仄めかしている。肖像画は明るい色合いで描写された。少女は麗らかな白と青で描かれた早春の風景に配置され、その清々しさはモデルの若さを反映することを意図している。アングルは『第一執政官ナポレオン・ボナパルト』（Napoléon Bonaparte en premier consul）で描いたリエージュ近郊のアメルクールの風景を発展させ、驚くほどの澄みきった明るい静けさで描いた。背景の緑や青は衣装の白や黄色の抑揚と完全に調和し、画面左下にある春の花の繊細な青や黄色とさえも結びついている。美術史家ロバート・ローゼンブラムによると、この浅く高い位置に設定された風景は遠くへと広がらず、逆に「引き起こされた地平線によって平坦化され、人物はまるで浅い浮彫りのように明確な影を落としている」。
この作品の中でアングルは形象美術と風景画の間に視覚的情緒的なつながりを導入しており、カロリーヌの背後の水辺の風景は、前景の豊かなイメージの中に提示された多くの視覚的テーマとリズムを呼び起こす。たととえば銀色の川の流れはサテンの輝くベルトと一致している。これは後にアングルが描いた多くのイタリア人の肖像画において最もよく発展した要素である。
アングルの同時代の肖像画によくあるように、カロリーヌの身体は解剖学的な正確さに欠けている。首は過度に引き伸ばされているし、鼻すじも長すぎる。アングルはカロリーヌの少女時代の純粋さと素朴さの感覚の強調して描いたが、彼女は作品の完成から1年以内に死去したため、肖像画は哀愁や悲劇として捉えられている。

## 評価
本作品を含むリヴィエール家の3点の肖像画は翌1806年に批判を受けた『玉座のナポレオン』（Napoléon Ier sur le trône impérial）とともにサロンで展示された。しかし線の正確さとエナメル仕上げのために「ゴシック」であると感じられたことや、当時再発見され始めたばかりのヤン・ファン・エイクや他の初期フランドル派の画家たちと類似していることからあまり評価されなかった。さらに陰影の多い作品を見慣れていた批評家たちにとってカロリーヌの衣装はあまりにも白く、毛皮の襟巻きの曲線のコントラストの仕方が一部の鑑賞者を不快にさせた。今日、この肖像画はアングルの芸術家としてのキャリアの頂点と見なされている。2003年、美術評論家ジョナサン・ジョーンズは本作品について次のように述べた。

## 来歴
この肖像画はアングルがリヴィエール嬢の忘れがたい魅力ゆえに愛惜とともに想起したことでも知られている。ほぼ50年後、アングルは1855年のパリ万国博覧会に展示するために本作品を探したが発見できなかった。カトリーヌの義理の妹であるポール・リヴィエール夫人ソフィー・ロビヤール（Madame Paul Rivière, née Sophie Robillard）によって3点の肖像画がルーヴル美術館に遺贈されたのは、アングルの死から3年後の1870年のことであった。

## 影響
ルーヴル美術館のオンラインショップでは、カロリーヌが肖像画の中で身に着けているイヤリングにインスピレーションを受けた、合成ガーネットを使用した宝飾品を販売している（イヤリングとネックレスの2種）。

## ギャラリー
リヴィエール家の肖像と額縁

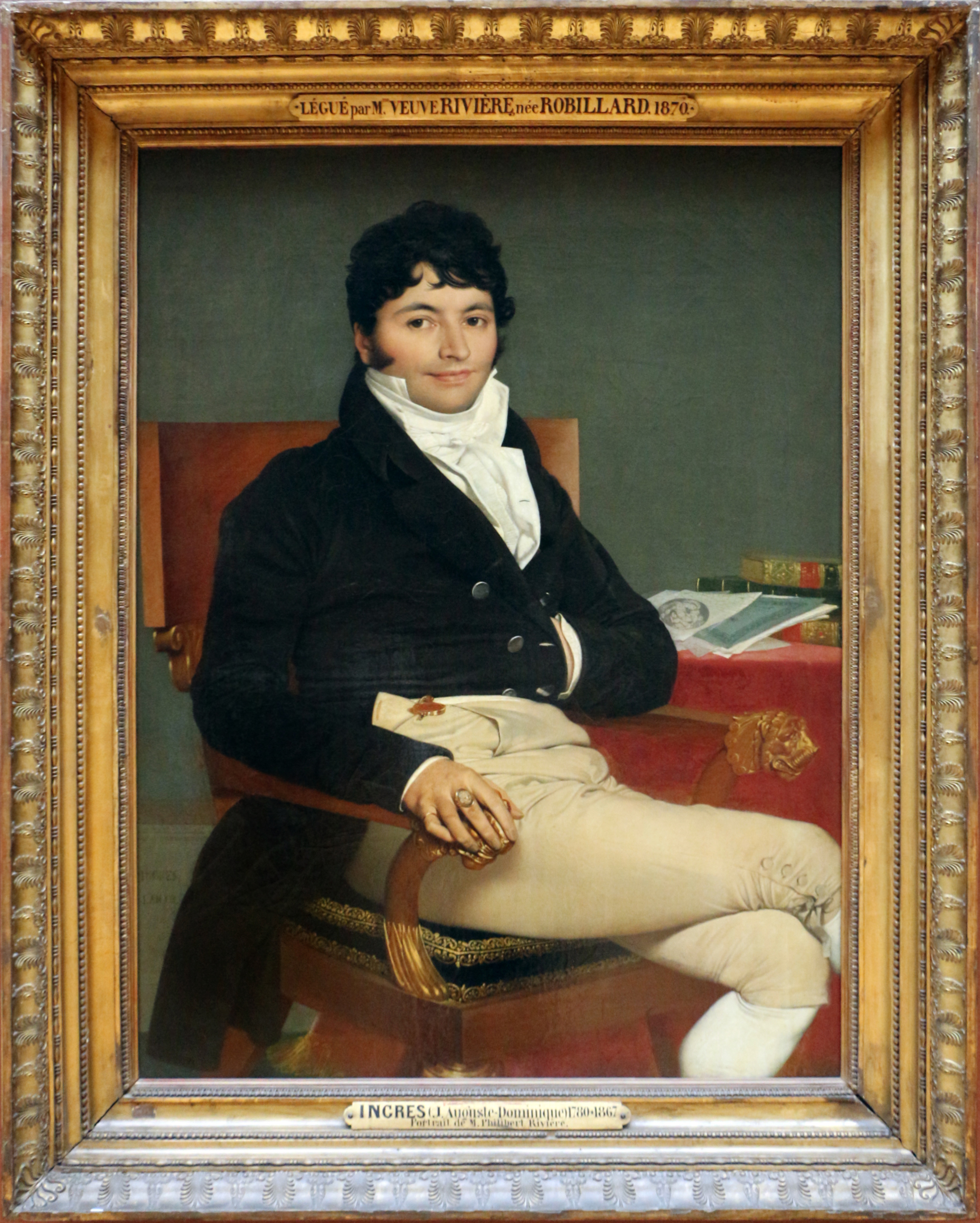
『フィリベール・リヴィエール氏の肖像』
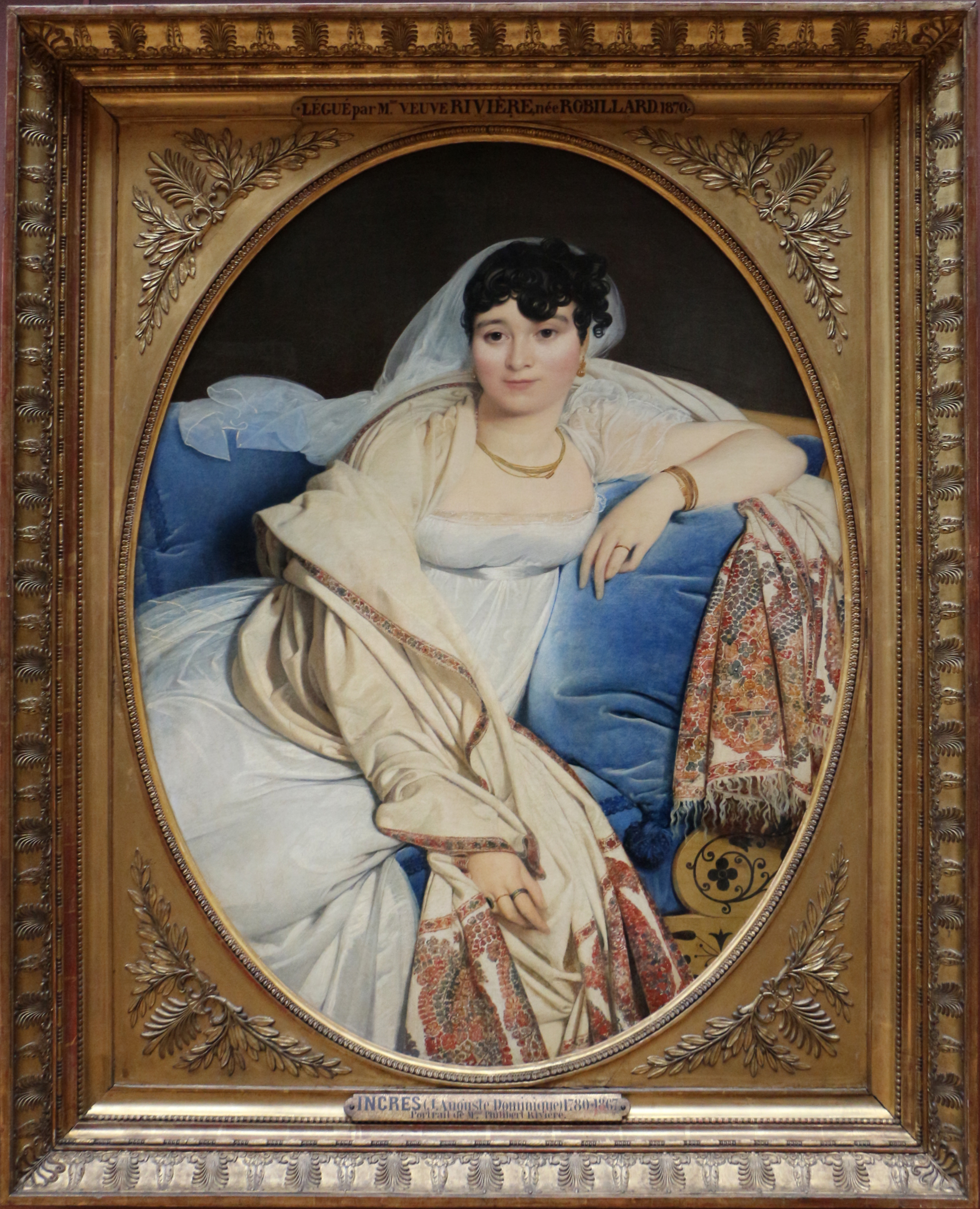
『リヴィエール夫人の肖像』
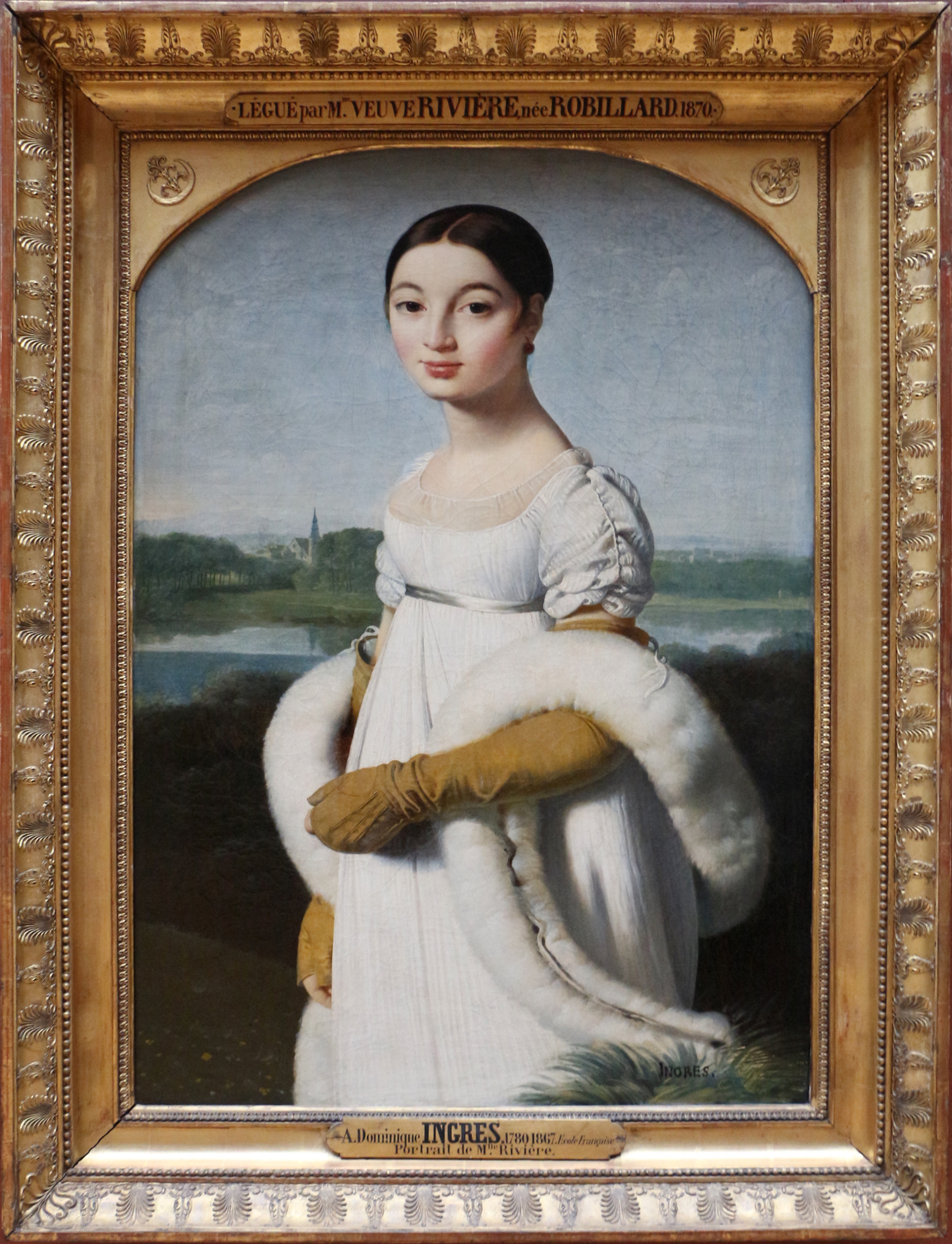
『リヴィエール嬢の肖像』

ディテール

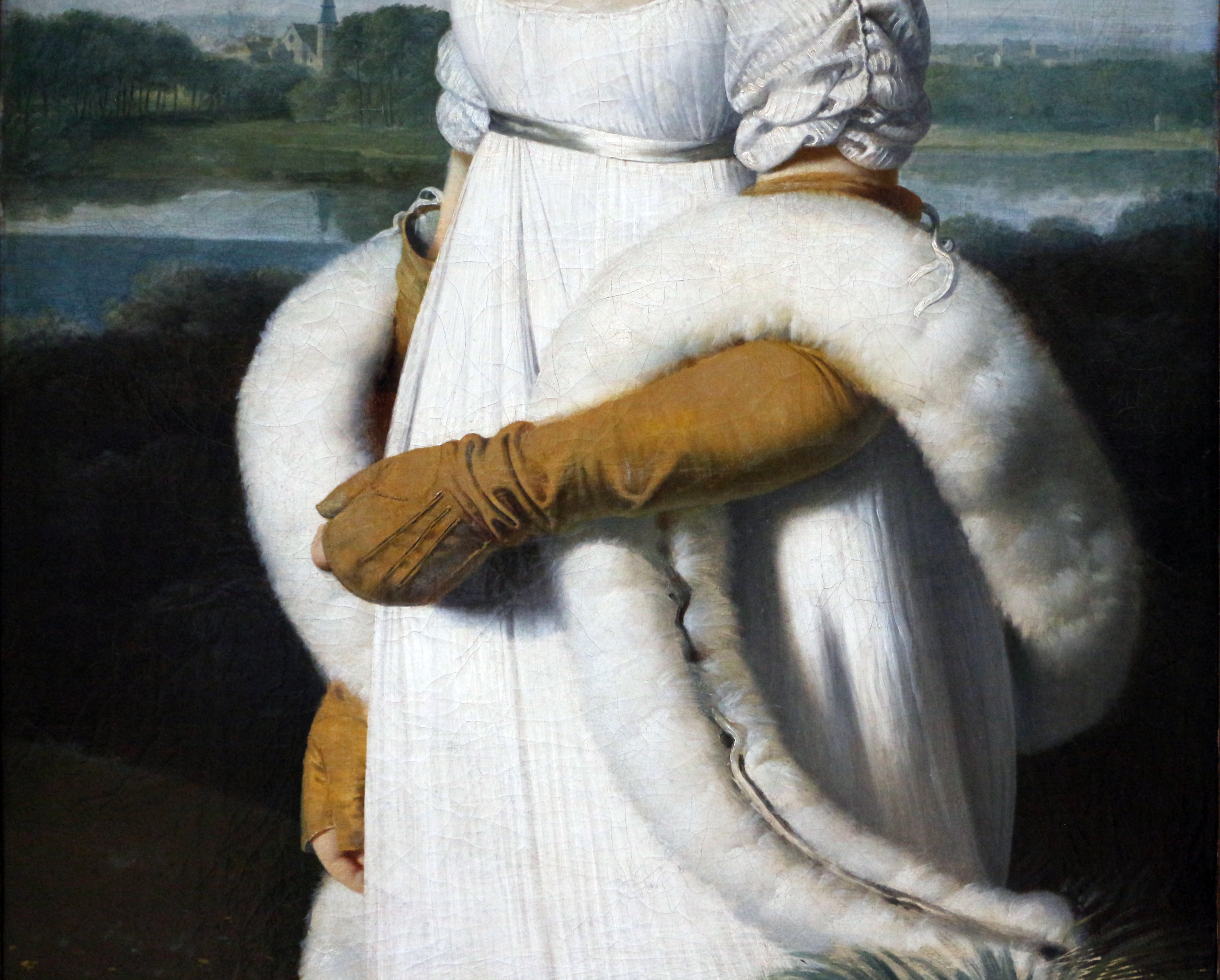
白いエンパイアラインと曲線を描く襟巻き
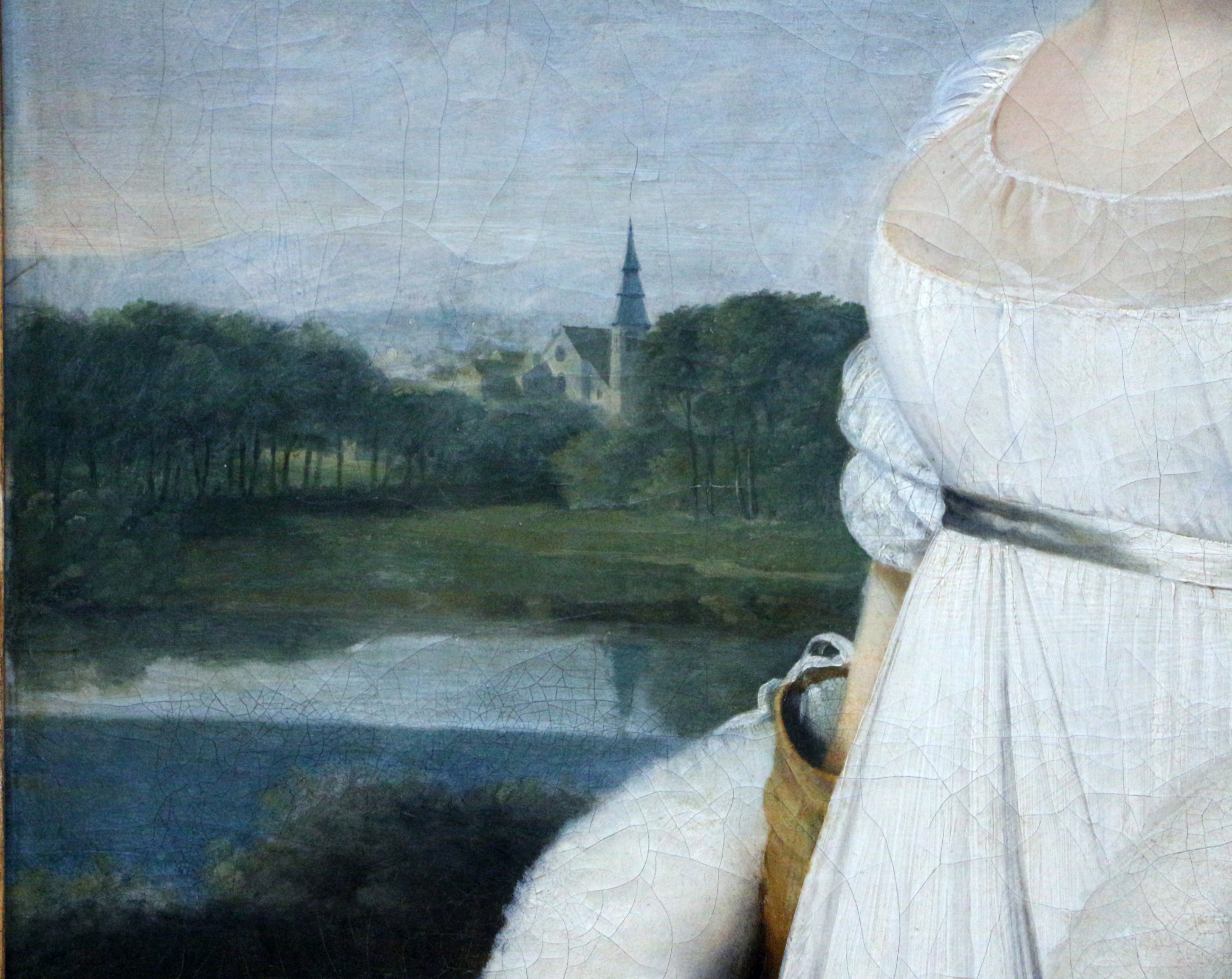
背後を流れる川と教会の風景
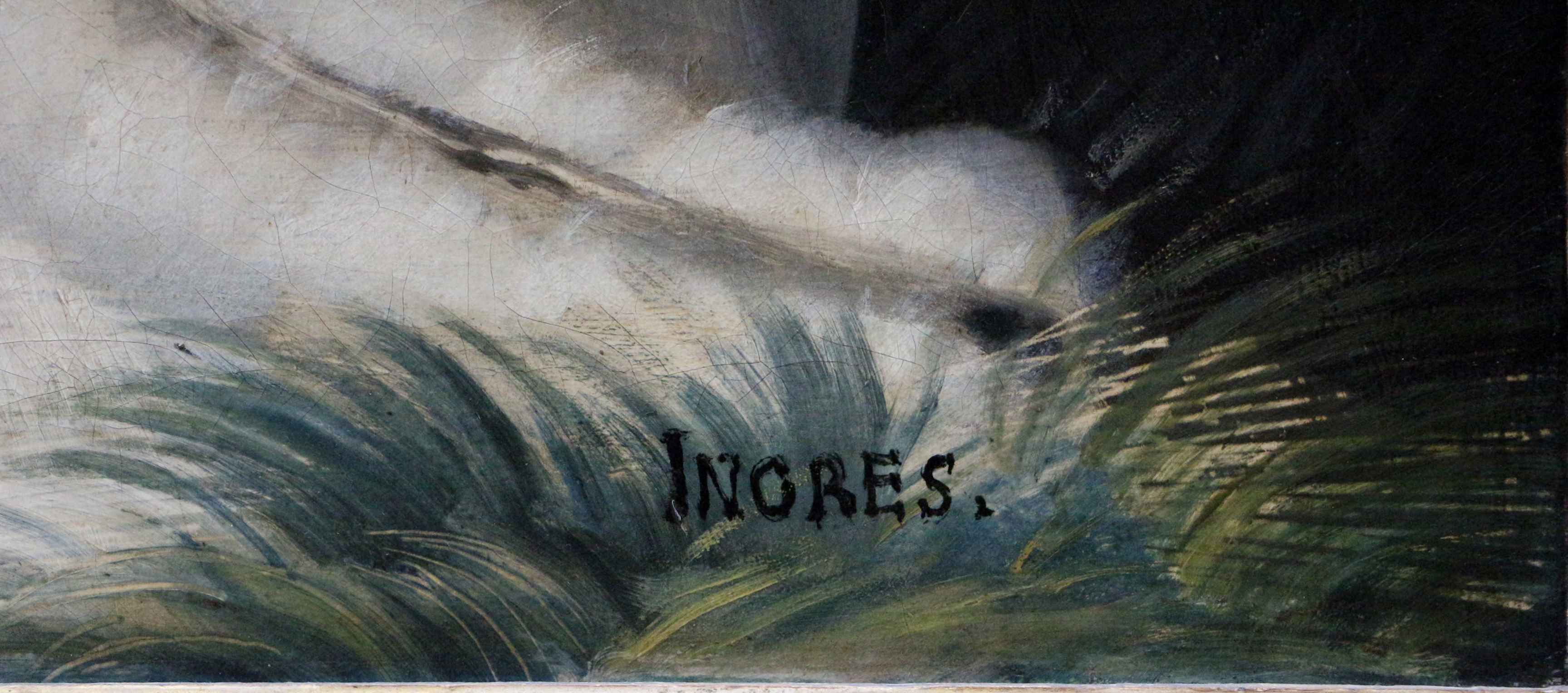
前景の草むらに記された署名